# 詹世釵
詹世釵（センセイサイ,英語Zhan Shichai
1841年から1847年-1893年11月5日）は、19世紀に「Chang the Chinese Giant」として世界を周った中国の巨人であった。 彼の芸名は「ChangWooGow」である。

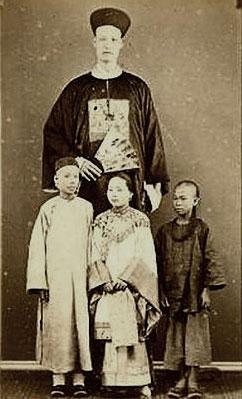
1880年　香港

彼は1840年代に福建省福州で生まれたが、正確な年は1841年から1847年までさまざまである。彼の身長は、8フィート（2.44 m）を超えると言われているが、信頼できる記録はない。彼は1865年に中国を離れ、ロンドンに旅してステージに登場し、後にヨーロッパを旅し、「中国の巨人」としてアメリカとオーストラリアに行った。彼はさまざまな国で優れた教育を受け、10の言語をよく理解するようになった。アメリカでは、彼は月に500ドルの給料を稼いだ。
1878年に舞台を引退し、ボーンマスに定住した。彼は2度結婚しているが、1893年に2人目の妻を亡くし、自身もその4か月後に亡くなった。